# Edgar Bennert

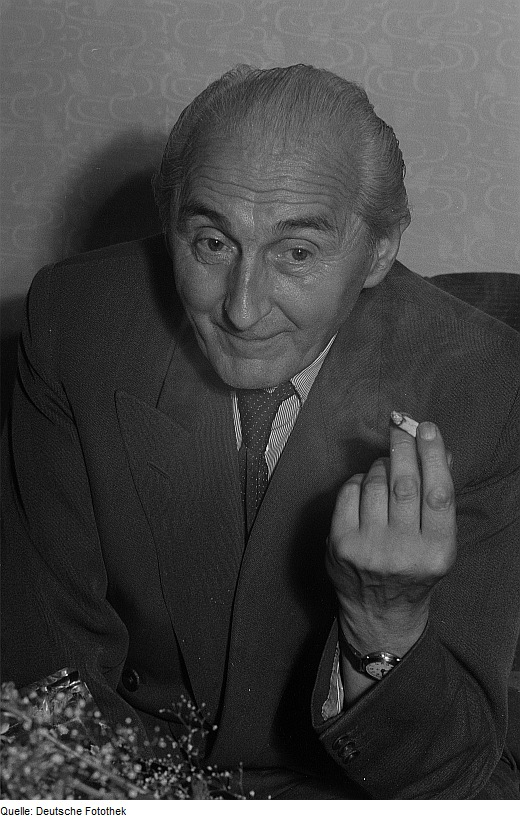
Bennert im Juli 1953

Edgar Bennert (* 16. September 1890 in Düsseldorf; † 6. April 1960 in Berlin) war ein deutscher Schauspieler, Regisseur, Dramaturg, Journalist und Intendant.

## Biografie
Bennert wurde als Sohn eines Militärökonomen und Kaufmanns geboren. Er wuchs in einem bürgerlichen Elternhaus auf. Nachdem das Unternehmen seines Vaters 1902 bankrottging, reichten die finanziellen Mittel nicht mehr aus, um Bennert wie seine fünf älteren Geschwister auf eine höhere Schule zu schicken.
Bennert schloss 1908 seine Lehre als Innenausstatter ab, entschied sich dann aber für den Schauspielerberuf. Er spielte zunächst am Düsseldorfer Schauspielhaus und war dann von 1910 bis 1914 an der Rheinischen Volksbühne engagiert.
Im August 1914 wurde er in den Kriegsdienst eingezogen und mehrfach verwundet. Während seiner Wehrdienstzeit öffnete er sich durch die schrecklichen Erlebnisse des Krieges für die Arbeiterbewegung. Während der Novemberrevolution kam er zum ersten Mal in engeren Kontakt mit revolutionären Arbeitern. Er begann sich mit den Schriften von Karl Marx und Friedrich Engels zu beschäftigen und schloss sich vier Jahre später, im Winter 1922, der Kommunistischen Partei Deutschlands (KPD) an, in der er verschiedene Agitpropgruppen leitete. Er sah seine Hauptaufgabe vor allem in der Aufklärung der Bevölkerung. Er begann, viele Stücke gegen die Weimarer Klassenjustiz zu inszenieren und wurde 1925 aus diesem Grund inhaftiert. Bis 1933 sollte er siebenmal für seine politische und künstlerische Tätigkeit in Haft kommen.
In Bremen war er Lokalredakteur der Bremer Arbeiter-Zeitung, von 1928 bis 1933 deren Chefredakteur. Außerdem leitete er 1929/30 die Bremer Agitpropgruppe Blaue Blusen.
Nach der Machtübernahme der Nationalsozialisten wurde  Bennert 1933 im KZ Mißler in Bremen-Findorff und danach für zweieinhalb Jahre im Lübecker Gefängnis inhaftiert. Nach Verbüßung der Haftstrafe wurde er in Schutzhaft genommen und ins KZ Esterwegen verbracht. Zuletzt war er fast neun Jahre lang, von Sommer 1936 bis zur Befreiung 1945, Häftling im KZ Sachsenhausen. Ende 1942 wurde er zum Leiter der Lagerbibliothek ernannt, die bereits unter seinen Vorgängern Wilhelm Guddorf, Karl Schirdewan und Hellmut Bock zu einem Zentrum des politischen Widerstands im Lager geworden war. Bennert veranstaltete in dieser Funktion literarische Zirkel mit anderen Häftlingen.
Bennert überlebte die im Zuge der Evakuierung des Lagers im April 1945 begonnenen Todesmärsche in Richtung Norden und wurde im Mai 1945 in der Nähe von Schwerin befreit. Dort wurde er als Ministerialbeamter in der ersten Kulturverwaltung des Landes Mecklenburg-Vorpommern eingesetzt und gehörte im August 1945 zum Gründungsvorstand des mecklenburgischen Kulturbunds.

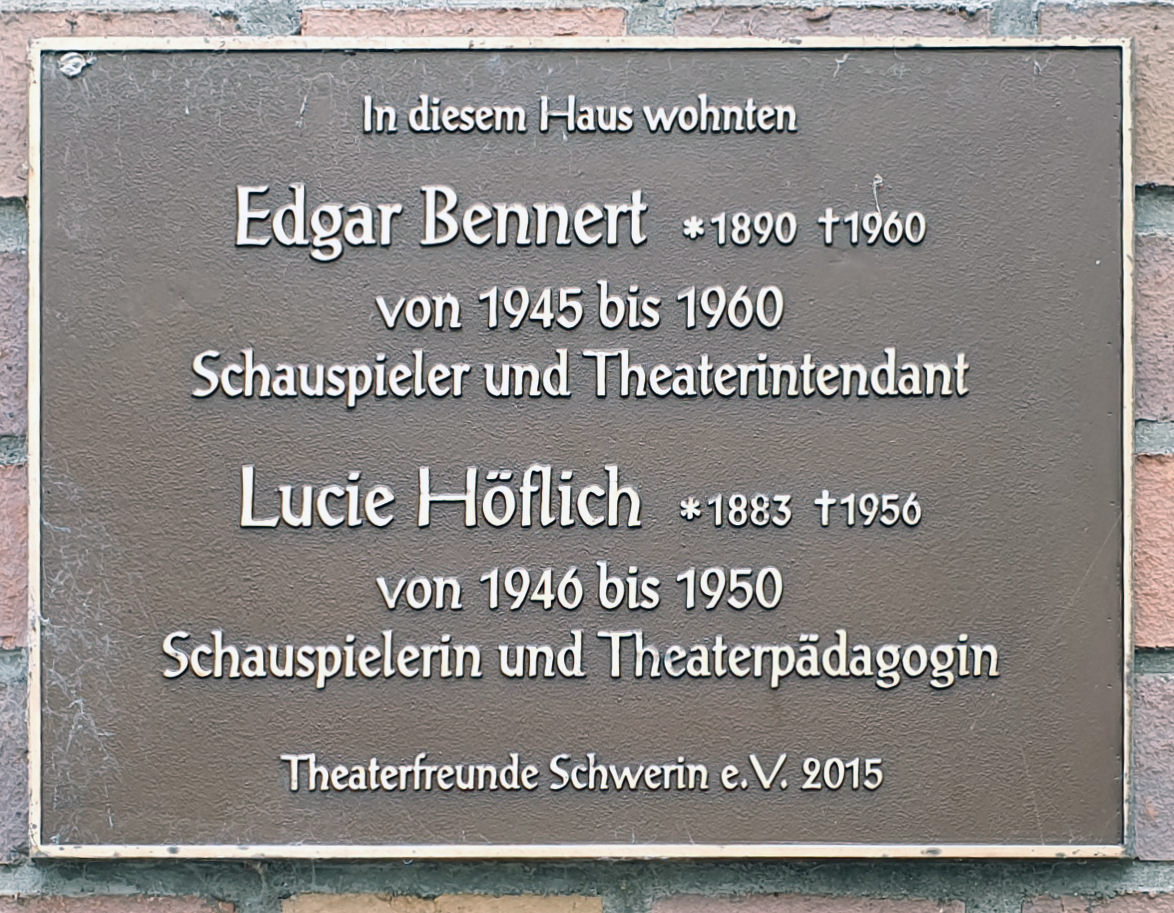
Gedenktafel am Haus, Kleiner Moor 11, in Schwerin

Bereits ab Juni 1945 arbeitete Bennert als Schauspieler, Dramaturg und Stellvertreter des Generalintendanten Werner Bernhardy am Mecklenburgischen Staatstheater Schwerin. Unter anderem förderte er den Schweriner Übersetzer Rudolf Schaller, dessen Übertragung der Antigone 1949 uraufgeführt wurde und den Bennert zu seiner Reihe von Shakespeare-Übersetzungen ermutigte, deren erste (Die lustigen Weiber von Windsor) 1952 Premiere feierte.
Nach Bernhardys Weggang und dem plötzlichen Tod von Bernhardys Nachfolger Josef R. Lorandt im Jahr 1947 übernahm bis 1948 ein Kuratorium die Leitung des Hauses, dem Bennert angehörte. Im November 1949 wurde Bennert dann als Nachfolger Otto Kählers zunächst kommissarischer Intendant, 1951 dann Intendant des Hauses und leitete das Theater bis zu seinem Tod im Jahr 1960. Ein Schwerpunkt seiner Arbeit war die Förderung und Popularisierung der zeitgenössischen Oper. Inszeniert wurden unter anderem Rudolf Wagner-Régenys Der Günstling (1950), Werner Egks Columbus, Benjamin Brittens Albert Herring (1959) und die Uraufführung von Dieter Nowkas Die Erbschaft. Unter Bennerts Intendanz und dank musikalischer Leiter wie Rudolf Neuhaus (1950–1953), Karl Schubert (1953–1958) und Kurt Masur (1958–1960) wurde die Mecklenburgische Staatskapelle zu einem renommierten Orchester.
Seit 1953 wurden auch die Landkreise bespielt, vor allem mit Stücken in niederdeutscher Mundart, die durch die von Richard Spethmann geleitete Fritz-Reuter-Bühne einstudiert wurden. Um die Verbindung zwischen Staatstheater und Volk weiter zu festigen, ließ Bennert zudem Theateromnibusse einsetzen, um die Besucher aus dem gesamten Norden der DDR nach Schwerin zu bringen. Mit Hedda Zinners Der Teufelskreis gastierte die Bühne Anfang 1955 erfolgreich in Lübeck, Hamburg, Elmshorn und Eckernförde.

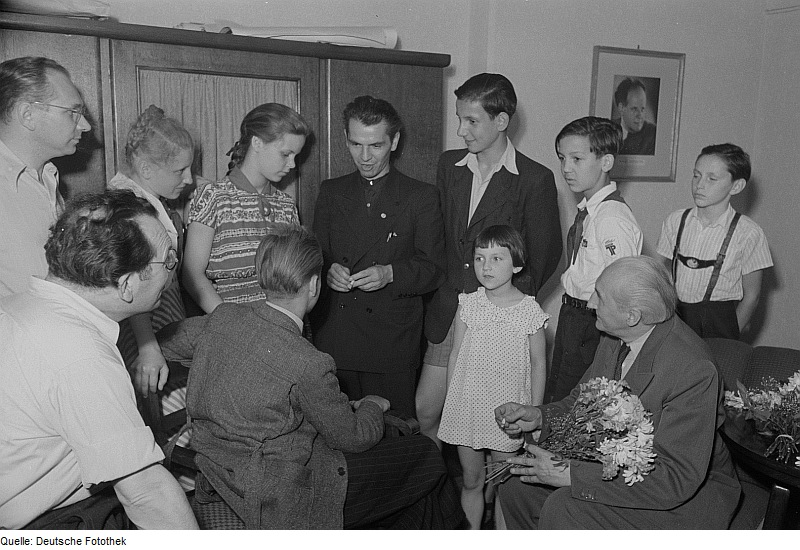
Bennert (sitzend rechts) bei einer Premiere von Die Störenfriede in Leipzig

Neben seiner Tätigkeit als Intendant führte Bennert bei zehn Aufführungen Regie und wirkte in 26 Inszenierungen als Schauspieler mit. Seine einzige Kinohauptrolle blieb der Lehrer Bohle in Wolfgang Schleifs DEFA-Kinderfilm Die Störenfriede nach einem Drehbuch von Hermann Werner Kubsch und Wolfgang Kohlhaase. Der Film wurde 1952/53 größtenteils in Schwerin gedreht.

### Laudatio
Hans Reupert, ehemaliger Intendant des Landestheaters Parchim, beschrieb Bennert so:

„Er war kein Mensch der lauten Worte. Sein Wirken war unpathetisch, realistisch und zutiefst gütig, voller Verständnis für die Widersprüche des Lebens. Für uns, die wir damals halb so alt waren wie er, war er Genosse, Freund, geistiger Vater, kurz ein Vorbild, das weit über die Jahre hinaus in die Zukunft wirkt.“

## Ehrungen
- In Schwerin-Lankow wurde die Edgar-Bennert-Straße nach ihm benannt.
- Im Staatstheater Schwerin befindet sich eine von einem unbekannten Künstler geschaffene Bronzebüste von ihm.
- Er erhielt als staatliche Auszeichnungen, unter anderem den Vaterländischen Verdienstorden in Silber und die Deutsche Friedensmedaille.

## Filmografie
- 1953: Die Störenfriede – Regie: Wolfgang Schleif
- 1956: Thomas Müntzer – Ein Film deutscher Geschichte – Regie: Martin Hellberg